# David Brian

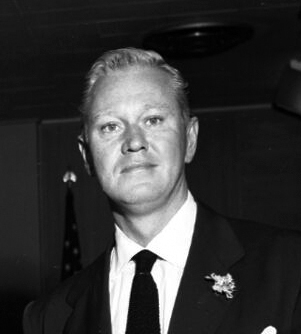
David Brian (1951)

David James Brian (* 5. August 1910 in New York City als Brian David; † 15. Juli 1993 in Sherman Oaks, Kalifornien) war ein US-amerikanischer Schauspieler.

## Leben und Karriere
Brian James David, der für seine Laufbahn als Schauspieler später seinen Namen umdrehte, wurde wahrscheinlich 1910 in New York City geboren (nach anderen Angaben auch 1911 oder 1914). Zunächst arbeitete er als Türsteher, ehe er seine Showkarriere mit Engagements als Tänzer in Nachtclubs und Vaudeville-Theatern begann. Während des Zweiten Weltkrieges diente er bei der United States Coast Guard. Nach einigen Jahren als Theaterschauspieler in New York bekam er nicht zuletzt durch die Hilfe seiner Bekannten Joan Crawford einen Studiovertrag in Hollywood vermittelt. Seine erste Rolle spielte er neben Crawford in deren Film Die Straße der Erfolgreichen. In den Jahren 1949 und 1950 folgten für Brian größere Rollen in prestigeträchtigen Filmen wie Der Stachel des Bösen mit Bette Davis oder dem Kriegsfilm 6.6. 6 Uhr 30 – Durchbruch in der Normandie. Der mit 1,93 Metern hochgewachsene, kräftige Brian spielte vor allem kommandierende und führungsstarke Persönlichkeiten wie Offiziere, Polizisten oder Anwälte. Für seine Darstellung eines engagierten Anwalts im Rassedrama Griff in den Staub von Clarence Brown erhielt Brian gar eine Golden-Globe-Award-Nominierung als bester Nebendarsteller.
Bereits Mitte der 1950er-Jahre ließen jedoch die Filmangebote für den mittlerweile ergrauten Dave Brian nach. Er spielte nun meist gefährliche Schurken in Western, auch hatte er eine Nebenrolle an der Seite von John Wayne im Katastrophenfilm Es wird immer wieder Tag. Doch wandte sich Brian nun hauptsächlich der Fernseharbeit zu: Er spielte etwa 1954 die Hauptrolle eines Staatsanwaltes in der Fernsehserie Mr. District Attorney, eine Rolle, die er zuvor auch schon in einer Radiosendung gesprochen hatte. 1968 spielte er den Nazi-Führer John Gill in der Raumschiff-Enterprise-Episode Patterns of Force. Neben seinen Fernsehauftritten übernahm Brian noch gelegentlich Film-Nebenrollen, etwa in Frank Capras letztem Film Die unteren Zehntausend (1961) oder im aufwendigen Westernepos Das war der Wilde Westen  (1963). In den 1980er-Jahren zog sich der Schauspieler aus dem Geschäft zurück.
Dave Brian starb 1993 an einer Kombination aus Herzversagen und Krebs. Von 1949 bis zu seinem Tod 1993 war Brian in zweiter Ehe mit der Schauspielkollegin Lorna Gray (1917–2017) verheiratet. Für seine Fernseharbeit besitzt Brian einen Stern auf dem Hollywood Walk of Fame.

## Filmografie (Auswahl)
- 1949: Die Straße der Erfolgreichen (Flamingo Road)
- 1949: Griff in den Staub (Intruder in the Dust)
- 1949: Der Stachel des Bösen (Beyond the Forest)
- 1950: Im Solde des Satans (The Damned Don’t Cry!)
- 1950: Juwelenraub um Mitternacht (The Great Jewel Robber)
- 1950: 6.6. 6 Uhr 30 – Durchbruch in der Normandie (Breakthrough)
- 1951: Von Gier besessen (Inside Straight)
- 1951: Meuterei im Morgengrauen (Inside the Walls of Folsom Prison)
- 1951: Das letzte Fort (Fort Worth)
- 1952: This Woman is Dangerous
- 1952: Gegenspionage (Springfield Rifle)
- 1952: Die goldene Nixe (Million Dollar Mermaid)
- 1953: Stunde der Abrechnung (Ambush at Tomahawk Gap)
- 1954: Es wird immer wieder Tag (The High and the Mighty)
- 1954: Duell in Socorro (Dawn at Socorro)
- 1954–1955: Inspektor Garrett (Mr. District Attorney, Fernsehserie, 16 Folgen)
- 1955: Der Rächer vom Silbersee (Timberjack)
- 1956: The First Traveling Saleslady
- 1956: Schach dem Mörder (Accused of Murder)
- 1959: Die Kaninchenfalle (The Rabbit Trap)
- 1959/1961: Tausend Meilen Staub (Rawhide, Fernsehserie, 2 Folgen)
- 1960/1961: Die Unbestechlichen (The Untouchables, Fernsehserie, 2 Folgen)
- 1961: Die unteren Zehntausend (Pocketful of Miracles)
- 1962: Das war der Wilde Westen (How the West Was Won)
- 1963: Am Fuß der blauen Berge (Laramie, Fernsehserie, Folge 4x15)
- 1963: Im Wilden Westen (Death Valley Days, Fernsehserie, Folge 12x08)
- 1964: Daniel Boone (Fernsehserie, Folge 1x05)
- 1965: Laredo (Fernsehserie, Folge 1x05)
- 1965: Bezaubernde Jeannie (I Dream of Jeannie, Fernsehserie, Folge 1x06)
- 1966: Privatdetektivin Honey West (Honey West, Fernsehserie, Folge 1x20)
- 1966: Rancho River (The Rare Breed)
- 1966: Geächtet (Branded, Fernsehserie, 3 Folgen)
- 1966: Castle of Evil
- 1968: Raumschiff Enterprise (Star Trek, Fernsehserie, Folge 2x21 Schablonen der Gewalt)
- 1968: Der Marshall von Cimarron (Cimarron Strip, Fernsehserie, Folge 1x23)
- 1968: Mannix (Fernsehserie, Folge 2x10)
- 1968–1974: Rauchende Colts (Gunsmoke, Fernsehserie, 3 Folgen)
- 1969: The Girl Who Knew Too Much
- 1969/1970: The Name of the Game (Fernsehserie, 2 Folgen)
- 1971: The Seven Minutes
- 1972: Kobra, übernehmen Sie (Mission: Impossible, Fernsehserie, Folge 7x08)
- 1973: Hec Ramsey (Fernsehserie, Folge 1x04)
- 1975: Archer (Fernsehserie, Folge 1x04)
- 1983/1984: Father’s Day (Fernsehserie, 2 Folgen)